# Micrixalus spelunca
Espèce
Micrixalus spelunca est une espèce d'amphibiens de la famille des Micrixalidae.

## Répartition
Cette espèce est endémique du Tamil Nadu en Inde. Elle se rencontre à Coonoor dans le district des Nilgiris dans les Ghâts occidentaux.

## Description
Le mâle holotype mesure 17,2 mm.

## Étymologie
L'épithète spécifique spelunca vient du latin spēlunca, la caverne, en référence à l'habitat de cette espèce présente dans des grottes humides.

## Publication originale
- Biju, Garg, Gururaja, Shouche & Walujkar, 2014 : DNA barcoding reveals unprecedented diversity in Dancing Frogs of India (Micrixalidae, Micrixalus): a taxonomic revision with description of 14 new species. Ceylon Journal of Science, Biological Sciences, vol. 43, no 1, p. 1－87 (texte intégral).